# تایدواتر

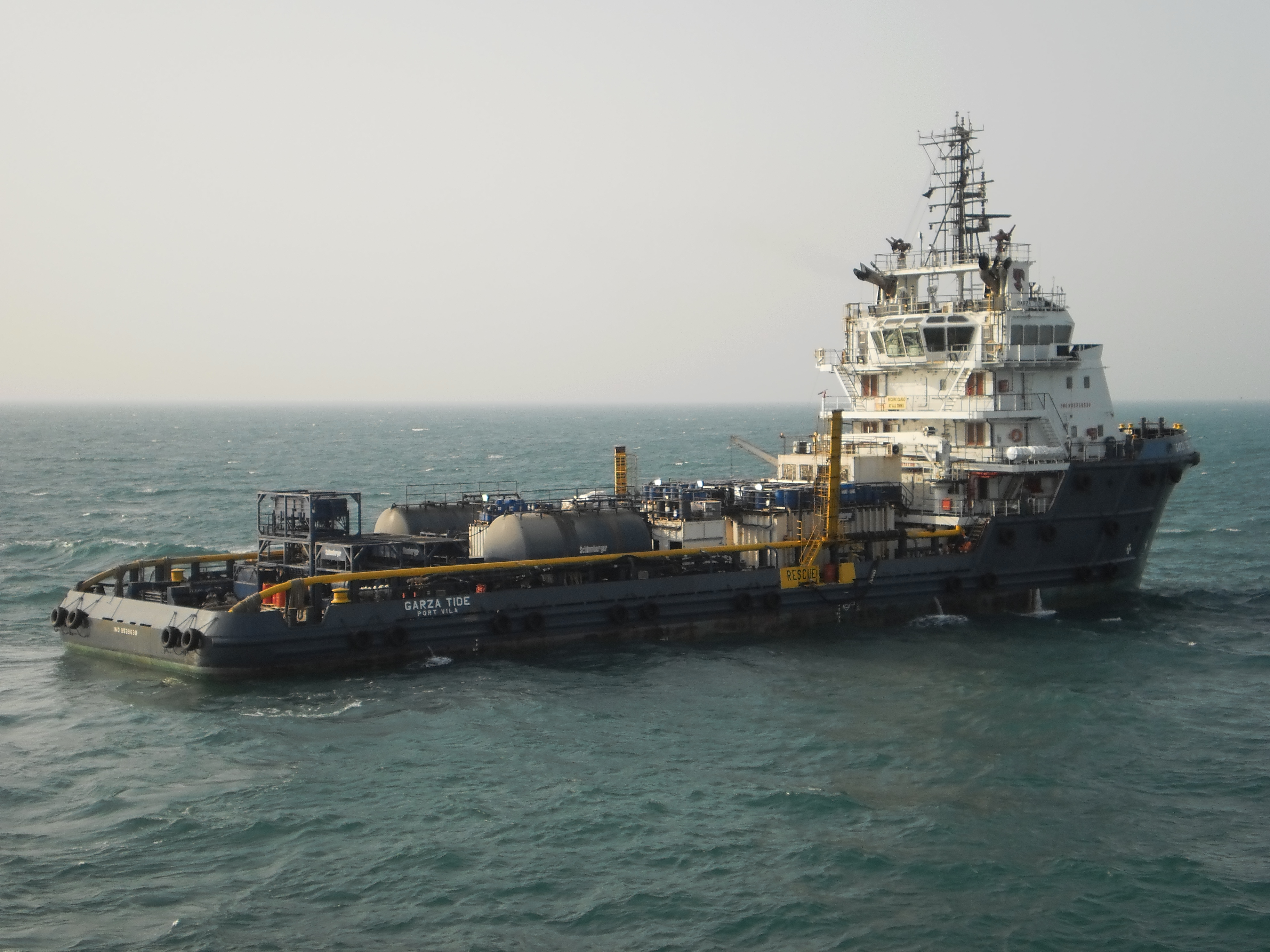
تایدواتر (انگلیسی: Tidewater) شرکت کشتیرانی آمریکایی است، که در سال ۱۹۵۶ تأسیس شد.